# Bruno Reguart Massana
Bruno Reguart Massana (geboren am 25. Mai 2003 in Barcelona) ist ein spanischer Handballspieler, der auf der Spielposition Rückraum Mitte eingesetzt wird.

## Vereinskarriere
Bruno Reguart Massana begann mit dem Handball beim FC Barcelona, wo er in der zweiten Mannschaft spielte. Er debütierte in der Saison 2022/2023 in der Liga Asobal. Im Februar 2023 wechselte er zu Fraikin BM. Granollers. In den zwei Erstligaspielzeiten wurde Reguart in 46 Partien eingesetzt und erzielte 120 Tore für seinen Verein.
Zur Saison 2024/2025 wechselte er nach Deutschland zum TVB 1898 Stuttgart, bei dem er einen bis 2027 laufenden Vertrag erhielt. In 20 Bundesligaeinsätzen warf er elf Tore, er fiel lange verletzt aus. Reguarts Vertrag in Stuttgart wurde im April 2025 vorzeitig aufgelöst.
Im Sommer 2025 wechselte er zurück zu Fraikin BM. Granollers. Sein Vertrag mit dem Verein aus Granollers läuft bis 2027.

## Auswahlmannschaften
Reguart wurde seit 2019 mehrfach in Auswahlmannschaften der Real Federación Española de Balonmano (RFEBM) berufen.
Sein erstes Spiel für Spanien absolvierte er am 1. Juli 2019 mit der promesas selección gegen die Auswahl Georgiens. Mit dieser Nachwuchsauswahl der RFEBM absolvierte er bei der U-17-Europameisterschaft 2019 acht Spiele und warf darin sechs Tore.
In der Jugendnationalmannschaft debütierte Reguart am 25. Oktober 2019 gegen die norwegische Auswahl. Er nahm an der Mittelmeermeisterschaft 2020 (1. Platz) und an der U-19-Europameisterschaft in Kroatien (2021), bei der er mit dem Team die Bronzemedaille für den 3. Platz gewann, teil. Bis August 2021 warf er in 25 Spielen 53 Tore für diese Auswahl.
Am 17. März 2022 stand er erstmals für die Juniorennationalmannschaft Spaniens auf dem Feld. Reguart nahm an der U-20-Europameisterschaft in Portugal (2022) teil, bei der das Team Europameister wurde. Er spielet auch bei der U-21-Weltmeisterschaft 2023 (9. Platz). Bis Juni 2023 lief er in 32 Spielen mit der Juniorenauswahl auf und erzielte dabei 81 Tore.

## Privates
Reguart war 2023 Student der Rechtswissenschaften an der Universitat Internacional de Catalunya in Barcelona.